# Dominikanerordenen
Dominikanerordenen (officielt navn Ordo Fratrum Praedicatorum, oversat til Prædikebrødrenes orden) er en religiøs orden grundlagt af den spanske præst Dominicus (Domingo de Guzmán) i 1215 og stadfæstet af paven nogle år senere. Ordenen har fra 1400-tallet været kaldt efter sin stifters navn, Domingo, der skaffede den indgang i de tre vigtigste byer for datidens åndelige liv: Paris, Rom og Bologna. Ved hans død i 1221 var der allerede 60 ordenshuse. Kort tid forinden var dominikanerne blevet omdannet til en tiggermunkeorden og måtte dermed give afkaldt på sin ejendom og faste indtægter og leve af almisser. Det hang sammen med den begejstring for fattigdommen, som franciskanerordenen havde vakt.

## Formål og indflydelse
Dominikanerordenen er en romersk-katolsk munkeorden, hvis indflydelse har været stor i teologien bl.a. fra en af romerkirkens største kirkelærde Thomas Aquinas. Hans filosofi blev dominerende for resten af middelalderen og har i vore dage fået en renæssance med den såkaldte nythomisme. Et af ordenens oprindelige formål var arbejdet med at bekæmpe kættere, og i middelalderen fik dominikanerordenen ansvar for trosgranskningen ved inkvisitionen. Ordenen blev heraf kaldt "Herrens hunde" (latin: Domini canes), og et af ordenens symboler er en hund med en fakkel i gabet. Faklen symboliserer sandheden. Ordensdragten er en tunika med munkekappe og hætte, begge af hvid uld. Overtøjet er den sorte kappe, hvilken har givet dem tilnavnet "sortebrødre".

## Dominikanere i Danmark
Dominikanerordenen bredte sig hurtigt i de fleste europæiske lande. Forkyndelse var en hovedopgave, og derfor lå klostrene hovedsageligt i byerne. Danmark fik sit første dominikanerkloster i 1222-23 i Lund, og ordenen spredtes hurtigt til andre byer. Danske dominikanske nonneklostre blev grundlagt to steder i det nuværende Danmark. Det ene, Sankt Agnete Kloster i Roskilde, blev grundlagt af kong Erik Plovpennings døtre Agnes og Jutta i 1263. Det andet kloster på Gavnø blev grundlagt i 1403 af dronning Margrethe 1. Ved reformationen havde dominikanerordenen 15 klostre i Danmark, hvorfra de blev fordrevet. Fra 1916 til 1972  fandtes der hollandske dominikanere i Danmark, - på Bornholm. Senere franske  i Sankt Andreas Kloster i Charlottenlund, (1953-76). Sankt Hyacinthus Kirke i Rønne er solgt til KFUK og KFUM., Således er  Rosenkranskirken i Aakirkeby den eneste katolske kirke på øen. 